# 4722 Agelaos
A 4722 Agelaos (ideiglenes jelöléssel 4271 T-3) egy kisbolygó a Naprendszerben. Cornelis Johannes van Houten,  Ingrid van Houten-Groeneveld,  Tom Gehrels fedezte fel 1977. október 16-án.